# 吉米·兰格

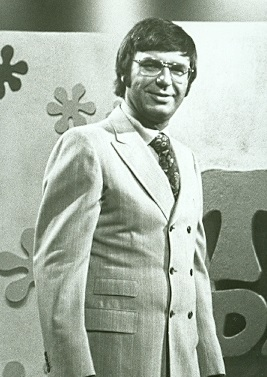
1971年吉米·兰格

吉米·兰格（英語：Jim Lange，1932年8月15日—2014年2月25日），是美国游戏节目主持人和唱片骑师，他最著名的是担任《爱情乒乓球》的主持人。
2014年2月25日，兰格因心脏病死于家中，享年81岁。他的妻子南希·弗菜明曾获得1961年的美国小姐。